# Не си отивай!
„Не си отивай!“ е български игрален филм (драма) от 1976 година на режисьора Людмил Кирков, по сценарий на Георги Мишев. Оператор е Георги Русинов. Музиката във филма е композирана от Борис Карадимчев.

## Сюжет
Продължава сюжета на Момчето си отива. Ран, вече е зрял човек, директор на училище в родното си градче. Той е женен за Мариана. Отново среща Тинка, старите чувства излизат на повърхността, но тяхната връзка е невъзможна. Ран не може да се приспособи към рутината, лицемерието и егоизма, които го заобикалят. Интригите и предателството на някои от колегите му го принуждават да си подаде оставката. Напуска го и Мариана. Ран заминава за малко село.

## Състав

### Актьорски състав
| Роля                        | Изпълнител                                    |
| --------------------------- | --------------------------------------------- |
| Ран                         | Филип Трифонов                                |
| Тинка                       | Народна артистка Невена Коканова              |
| Мариана                     | Сашка Братанова                               |
| Минкова, учителка           | Елена Мирчовска                               |
| Цонева, учителка            | Заслужила артистка Емилия Радева              |
| Стефанова, учителка         | Меди Димитрова                                |
| Петранска, учителка         | Мариана Аламанчева                            |
| Ветев, учител               | Георги Русев                                  |
| бащата на Ран               | Евстати Стратев                               |
| майката на Ран              | Лили Енева                                    |
| инспектор от министерството | Светослав Пеев                                |
| художника Ацата             | Васил Попов                                   |
| Слав Николов, актьор        | Ангел Георгиев                                |
| съпругът на Тинка           | Кирил Господинов                              |
| кметът                      | Георги Кишкилов                               |
| учител                      | Михаил Михайлов (актьор) (като Мишо Михайлов) |
|                             | Нели Монеджикова                              |
|                             | Дуня Тагарова                                 |
|                             | Олга Попова                                   |
| адвокат на актьора          | Стоян Стойчев                                 |
| бай Данчо                   | Аспарух Сариев                                |

### Творчески и технически екип
| Сценарий           | Георги Мишев                                                                                    |
| Редактор           | Михаил Кирков                                                                                   |
| Режисьор           | Людмил Кирков                                                                                   |
| Оператор           | Георги Русинов                                                                                  |
| Художник           | Богоя Сапунджиев                                                                                |
| Втори художник     | Ася Попова                                                                                      |
| Музика             | Борис Карадимчев                                                                                |
| Звук               | Митко Москов                                                                                    |
| Монтаж             | Венцеслава Каранешева Нина Момчилова                                                            |
| Грим               | Вера Търкаланова Красимира Сиракова                                                             |
| Художник-фотограф  | Милка Русинова                                                                                  |
| Втори режисьор     | Ани Петрова                                                                                     |
| Асистент-режисьори | Веселина Романова Петър Гогов                                                                   |
| Втори оператор     | Вячеслав Анев                                                                                   |
| Асистент-оператори | Атанас Димитров Христофор Калоянов                                                              |
| Гардероб           | Цветана Рачева                                                                                  |
| Реквизит           | Петър Фезов                                                                                     |
| Осветление         | Стоян Церецелов Иван Лалов                                                                      |
| Организатори       | Велислав Канинов Любен Александров                                                              |
| Директор           | Дончо Тодоров                                                                                   |
| Производство       | Българска кинематография Студия за игрални филми Творчески колектив „Средец“ /Copyright © 1975/ |

## Награди
- Втора награда на ФБФ (Варна, 1976).